# All my treasures
「All my treasures」（オール・マイ・トレジャーズ）は、2007年7月25日に発売された織田裕二の楽曲で、織田にとっては通算28枚目のシングル。本人が世界陸上競技選手権大会（世界陸上）の競技中継・関連番組（TBSテレビ制作分）のメインキャスターを務めていた時期（1997年 - 2022年）に、2005年から8大会連続で当該中継・番組のテーマソングやイメージソングに使われていたことでも知られる。

## 概要
織田が世界陸上の競技中継・関連番組（TBSテレビ制作分）のメインキャスター（MC）を「1997アテネ」（日本国内における放送権を同局が初めて単独で取得した大会で1997年に開催）から務めていたことを背景に、MCを続投した「世界陸上2005ヘルシンキ」（2005年）のイメージソングとして制作された。
大阪市内で催された「世界陸上2007大阪」では、TBSテレビが開催国（日本）の「ホスト・ブロードキャスター」として競技中継の制作を統括していた関係で、大会の公式ソングにも採用。開幕の1ヶ月前には、「シングル曲」としてのリリースが初めて実現した。8月25日にメイン会場の長居スタジアムで催された開会式では、公式イベントの一環として、織田がこの曲をフィールド上で歌っている。
TBSテレビではその後も織田を世界陸上中継・関連番組のMCに起用していたため、「2011韓国テグ」（2011年）、「2013モスクワ」（2013年）、「2015北京」（2015年）、「2017ロンドン」（2017年）、「2019ドーハ」（2019年）、「2022オレゴン」（2022年）でもテーマソングに使用。ただし、「2009ベルリン」（2009年）では「イメージソング」という扱いで、『All my treasures in Berlin』というタイトルが付けられていた。「2011韓国テグ」の放送に際して、『All my treasures 2011』というタイトルで「テーマソング」としての使用を再開。TBSテレビが「世界リレー」中継の日本国内向け放送権も取得した2019年には、この中継のテーマソングにもなっていた。ただし、織田が世界陸上中継・関連番組のMCを「2022オレゴン」で退いたため、翌年（2023年）開催の「世界陸上2023ブダペスト」からは星野源の『生命体』がテーマソングに採用されている。
カップリングに収録されている3曲では、織田がいずれも自ら作詞。『FLY HIGH』は「世界陸上1997アテネ」のエンディングテーマソング、『Together』は「世界陸上1999セビリア」（1999年）のテーマソング、『今、ここに君はいる』は「世界陸上2001エドモントン」（2011年）のテーマソングに使われていた。

## 収録曲
1. All my treasures
  - 作詞：溝下創・広保宣／作曲：溝下創／編曲：シライシ紗トリ
2. FLY HIGH
  - 作詞：織田裕二／作曲：GARDEN／編曲：松本晃彦
3. Together
  - 作詞：織田裕二／作曲：都志見隆／編曲：小松秀行
4. 今、ここに君はいる
  - 作詞：織田裕二／作曲・編曲：GARDEN
5. All my treasures（Inst.）